# سينفويغوس (مدينة)
سينفويغوس  (بالإسبانية: Cienfuegos) هي مدينة تقع على الساحل الجنوبي لكوبا تبعد 250 كم (150 ميل) عن مدينة هافانا، وهي عاصمة مقاطعة سينفويغوس . يبلغ عدد سكانها 150.000 نسمة لها ميناء على الكاريبي. يطلق على هذه المدينة اسم ( لؤلؤة الجنوب)، واإن اسم سينغويفوس مترجم من اللغة الإيطالية والتي تعني (مئات الحرائق). أهم منتجاتها السكر.

## المناخ
يظهر الجدول التالي التغييرات المناخية على مدار السنة لسينفويغوس:
| البيانات المناخية لـسينفويغوس                         | البيانات المناخية لـسينفويغوس | البيانات المناخية لـسينفويغوس | البيانات المناخية لـسينفويغوس | البيانات المناخية لـسينفويغوس | البيانات المناخية لـسينفويغوس | البيانات المناخية لـسينفويغوس | البيانات المناخية لـسينفويغوس | البيانات المناخية لـسينفويغوس | البيانات المناخية لـسينفويغوس | البيانات المناخية لـسينفويغوس | البيانات المناخية لـسينفويغوس | البيانات المناخية لـسينفويغوس | البيانات المناخية لـسينفويغوس |
| الشهر                                                 | يناير                         | فبراير                        | مارس                          | أبريل                         | مايو                          | يونيو                         | يوليو                         | أغسطس                         | سبتمبر                        | أكتوبر                        | نوفمبر                        | ديسمبر                        | المعدل السنوي                 |
| ----------------------------------------------------- | ----------------------------- | ----------------------------- | ----------------------------- | ----------------------------- | ----------------------------- | ----------------------------- | ----------------------------- | ----------------------------- | ----------------------------- | ----------------------------- | ----------------------------- | ----------------------------- | ----------------------------- |
| الدرجة القصوى °م (°ف)                                 | 31.1 (88.0)                   | 32.8 (91.0)                   | 33.3 (91.9)                   | 32.8 (91.0)                   | 34.4 (93.9)                   | 35.0 (95.0)                   | 35.0 (95.0)                   | 34.4 (93.9)                   | 35.0 (95.0)                   | 33.9 (93.0)                   | 32.8 (91.0)                   | 31.7 (89.1)                   | 35.0 (95.0)                   |
| متوسط درجة الحرارة الكبرى °م (°ف)                     | 27.2 (81.0)                   | 27.8 (82.0)                   | 28.9 (84.0)                   | 29.4 (84.9)                   | 30.6 (87.1)                   | 31.7 (89.1)                   | 32.2 (90.0)                   | 32.2 (90.0)                   | 31.7 (89.1)                   | 31.1 (88.0)                   | 28.3 (82.9)                   | 27.8 (82.0)                   | 29.9 (85.8)                   |
| المتوسط اليومي °م (°ف)                                | 22.2 (72.0)                   | 22.3 (72.1)                   | 23.4 (74.1)                   | 24.4 (75.9)                   | 25.6 (78.1)                   | 26.7 (80.1)                   | 27.2 (81.0)                   | 27.2 (81.0)                   | 26.7 (80.1)                   | 26.7 (80.1)                   | 23.9 (75.0)                   | 22.8 (73.0)                   | 24.9 (76.8)                   |
| متوسط درجة الحرارة الصغرى °م (°ف)                     | 17.2 (63.0)                   | 16.7 (62.1)                   | 17.8 (64.0)                   | 19.4 (66.9)                   | 20.6 (69.1)                   | 21.7 (71.1)                   | 22.2 (72.0)                   | 22.2 (72.0)                   | 21.7 (71.1)                   | 21.7 (71.1)                   | 19.4 (66.9)                   | 17.8 (64.0)                   | 19.9 (67.8)                   |
| أدنى درجة حرارة °م (°ف)                               | 7.8 (46.0)                    | 7.2 (45.0)                    | 7.2 (45.0)                    | 10.0 (50.0)                   | 13.3 (55.9)                   | 18.9 (66.0)                   | 20.0 (68.0)                   | 19.4 (66.9)                   | 20.0 (68.0)                   | 15.6 (60.1)                   | 11.1 (52.0)                   | 8.9 (48.0)                    | 7.2 (45.0)                    |
| معدل هطول الأمطار مم (إنش)                            | 18 (0.7)                      | 25 (1.0)                      | 33 (1.3)                      | 46 (1.8)                      | 119 (4.7)                     | 152 (6.0)                     | 122 (4.8)                     | 160 (6.3)                     | 173 (6.8)                     | 160 (6.3)                     | 41 (1.6)                      | 23 (0.9)                      | 1٬072 (42.2)                  |
| المصدر: Sistema de Clasificación Bioclimática Mundial |                               |                               |                               |                               |                               |                               |                               |                               |                               |                               |                               |                               |                               |

## توأمة
لسينفويغوس (مدينة) اتفاقيات توأمة مع كل من:
- باهيا بلانكا
- تاكوما
- كامبريدج

## معرض الصور

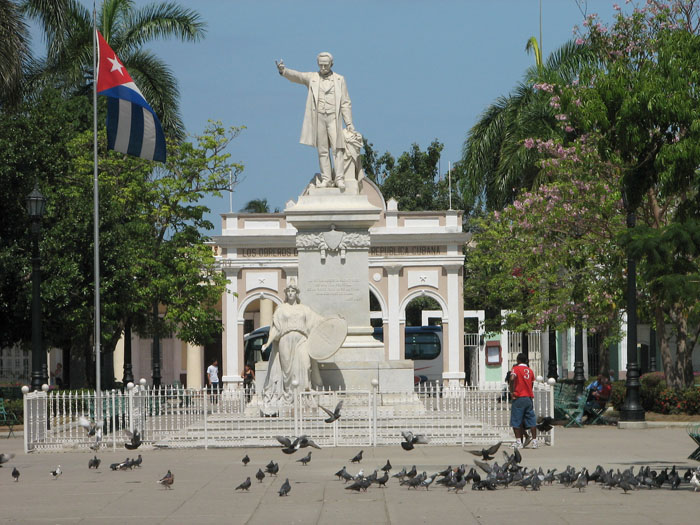
تمثال خوسيه مارتي
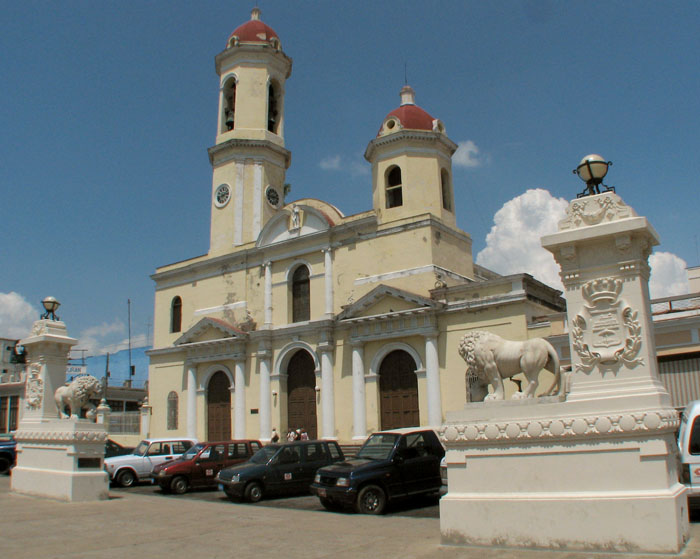
كاتدرائية سينفويغوس
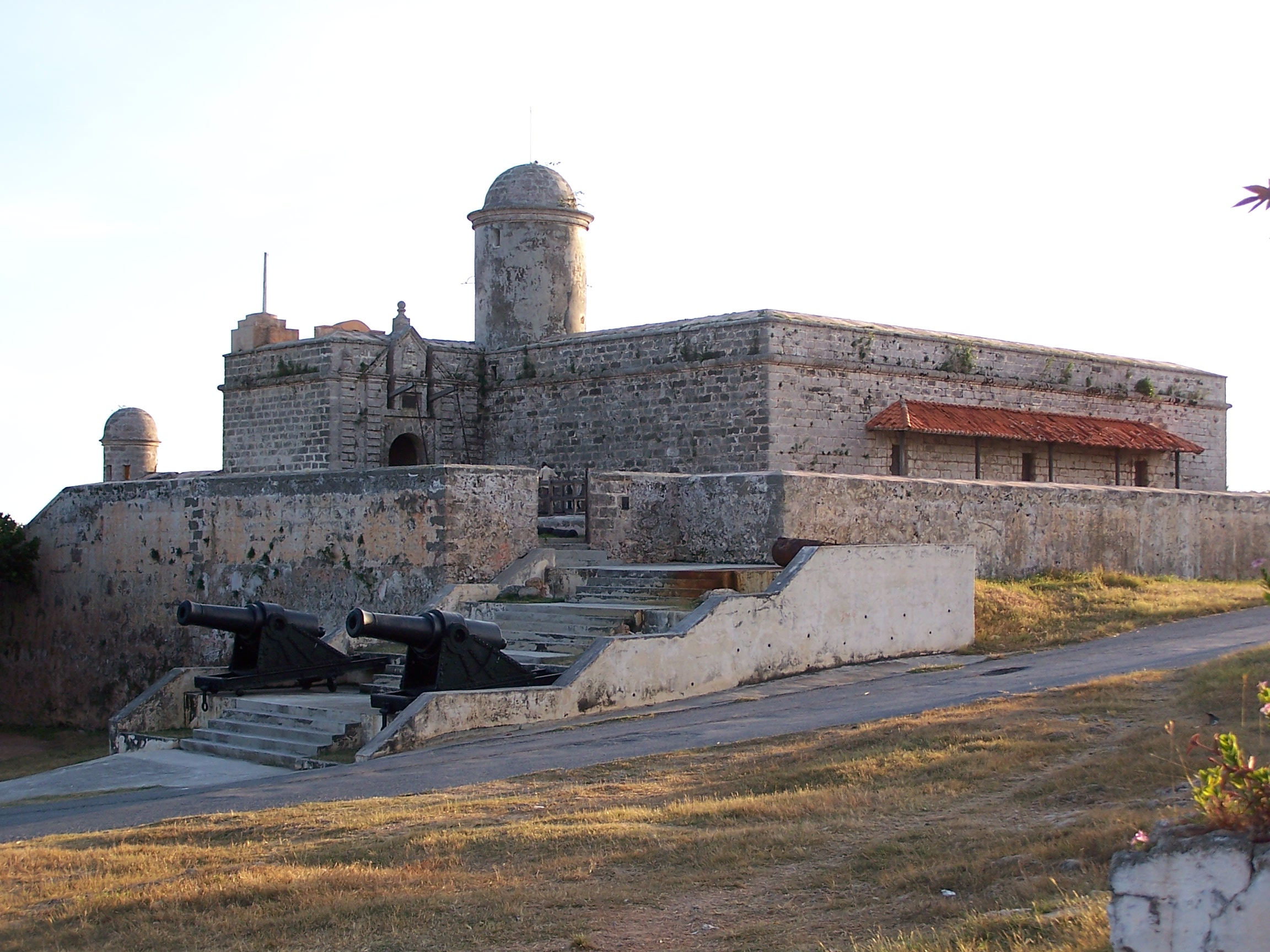
Fortress of Jagua
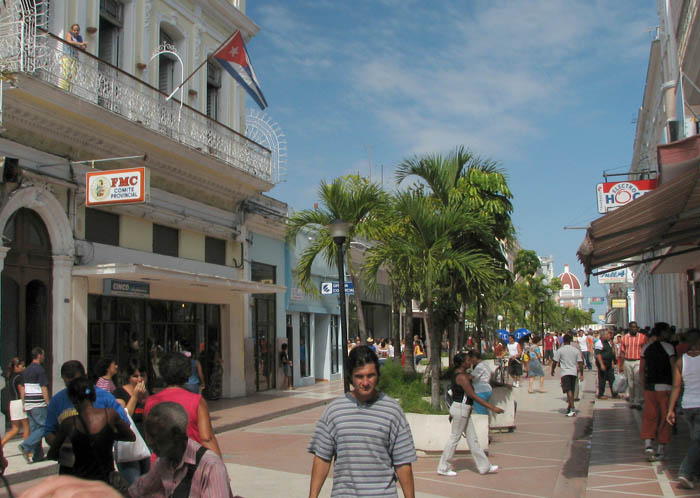
شارع المشاة
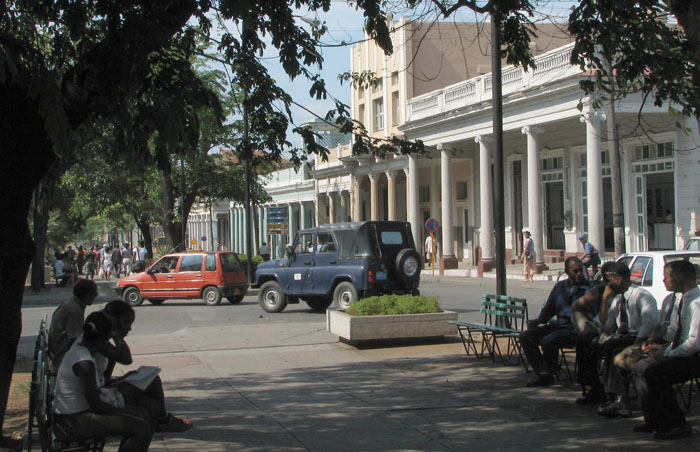
Prado
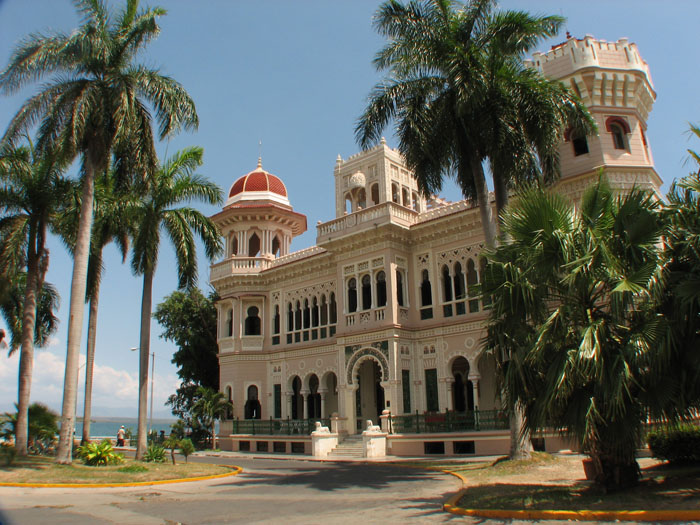
Palacio de Valle (Valle's Palace) in Punta Gorda
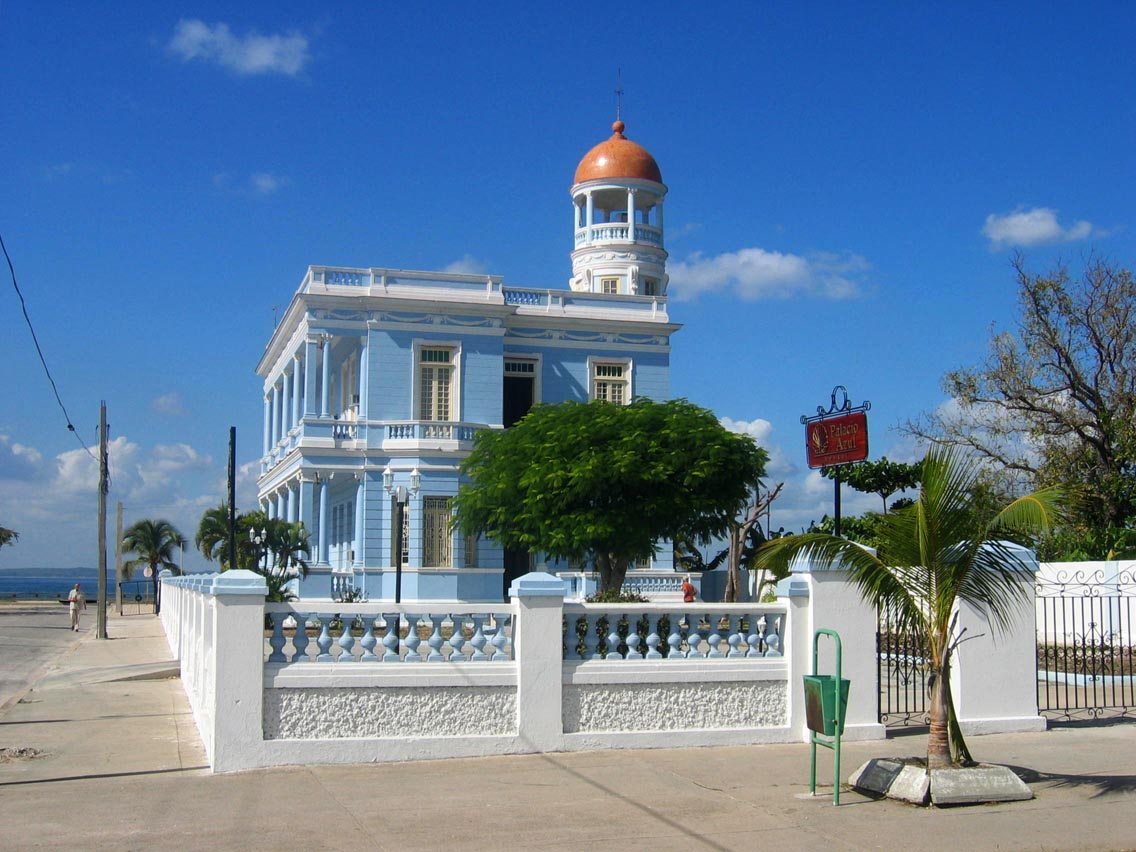
Palacio Azul (Blue Palace)
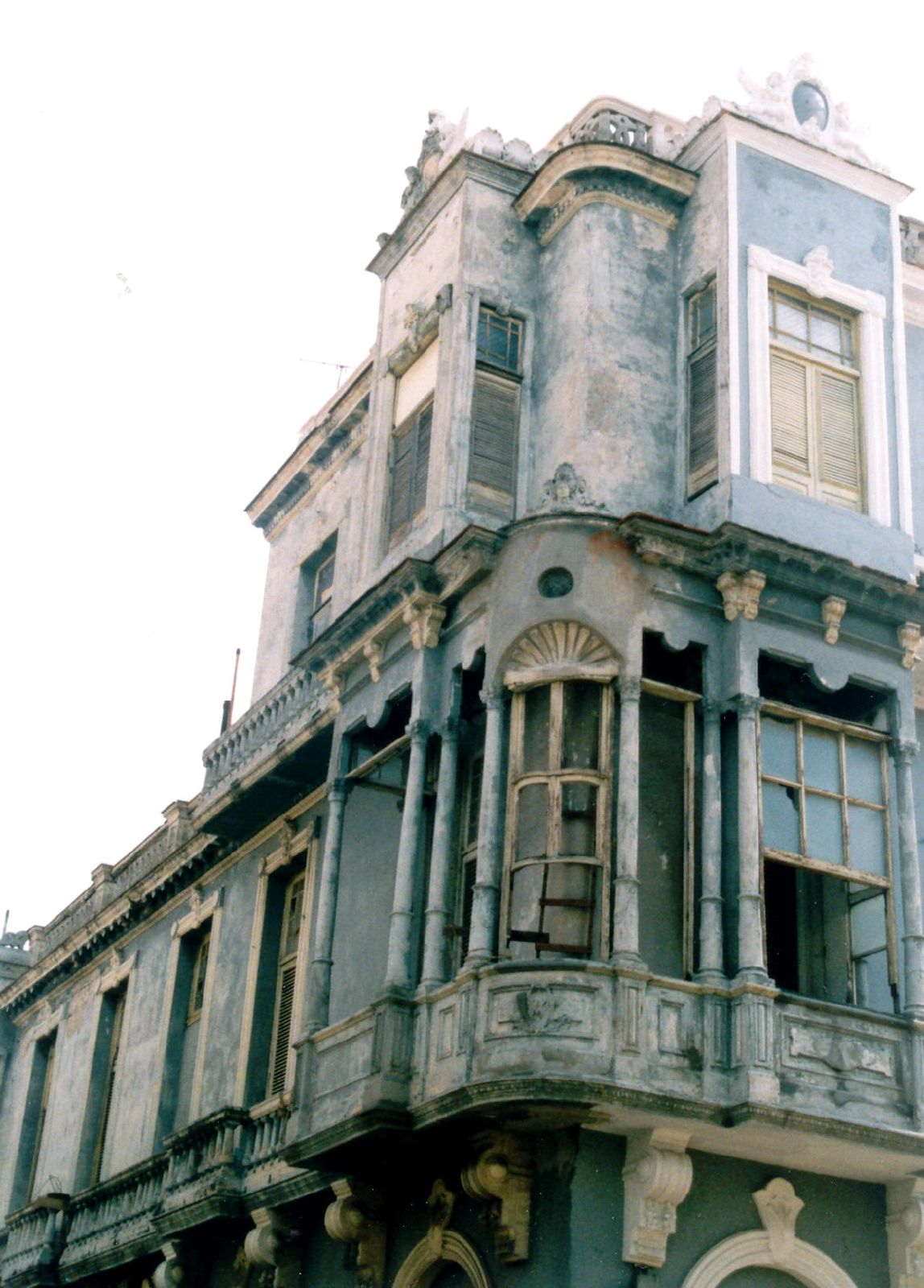
Closeup of porthouse
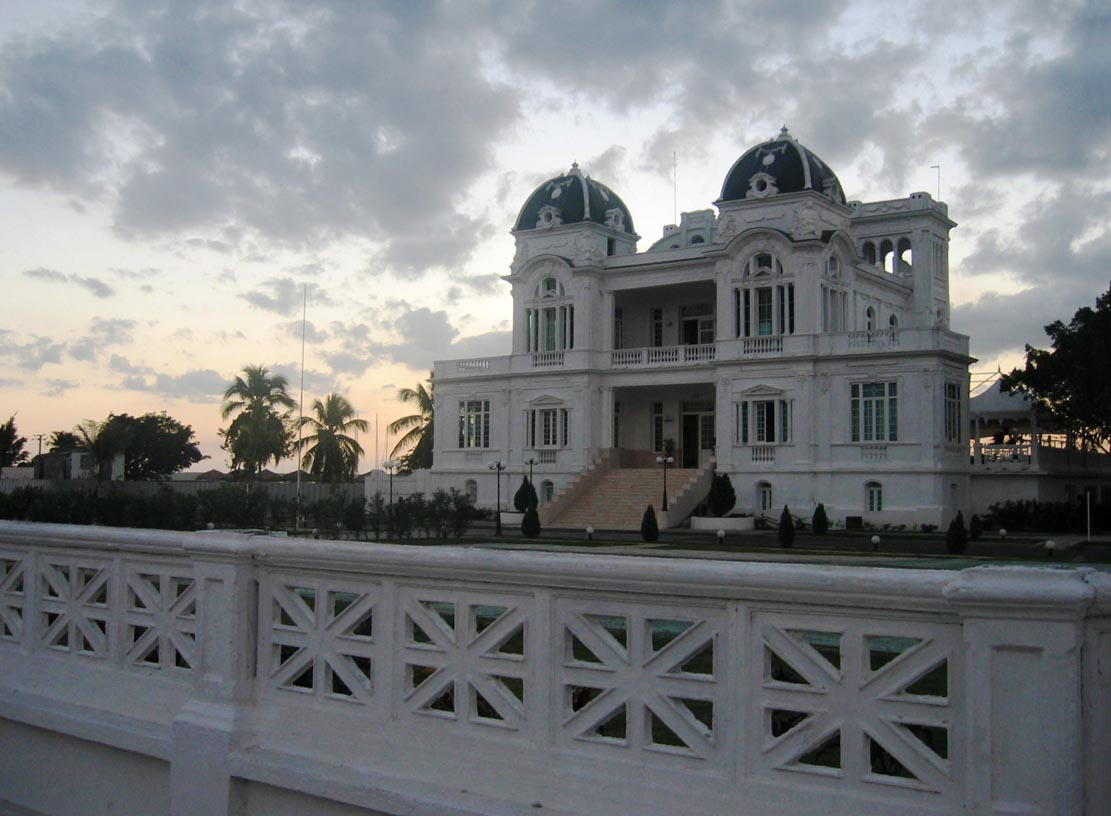
The yacht club in Cienfuegos
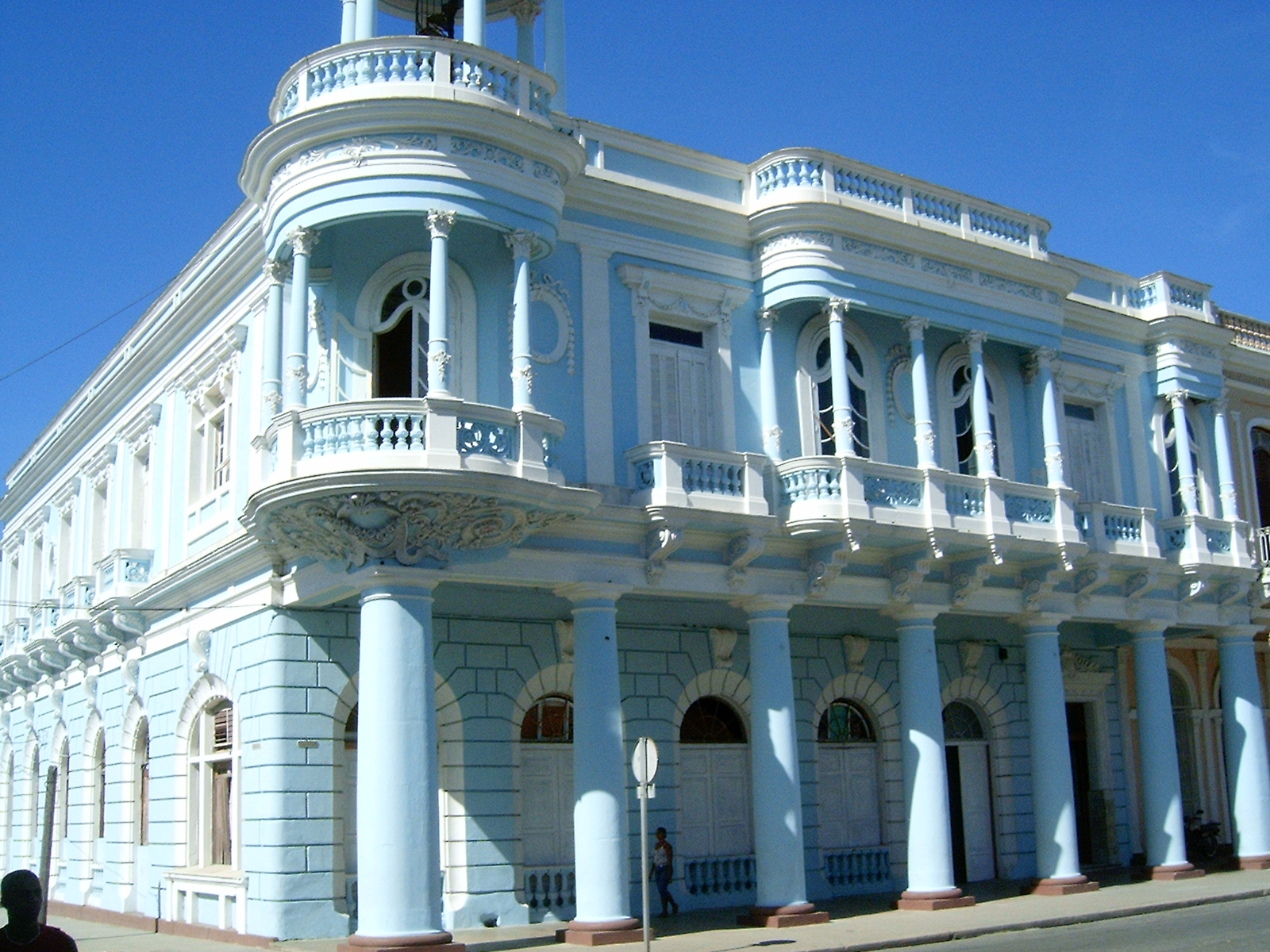
مبنى في مدينة سينغويغوس
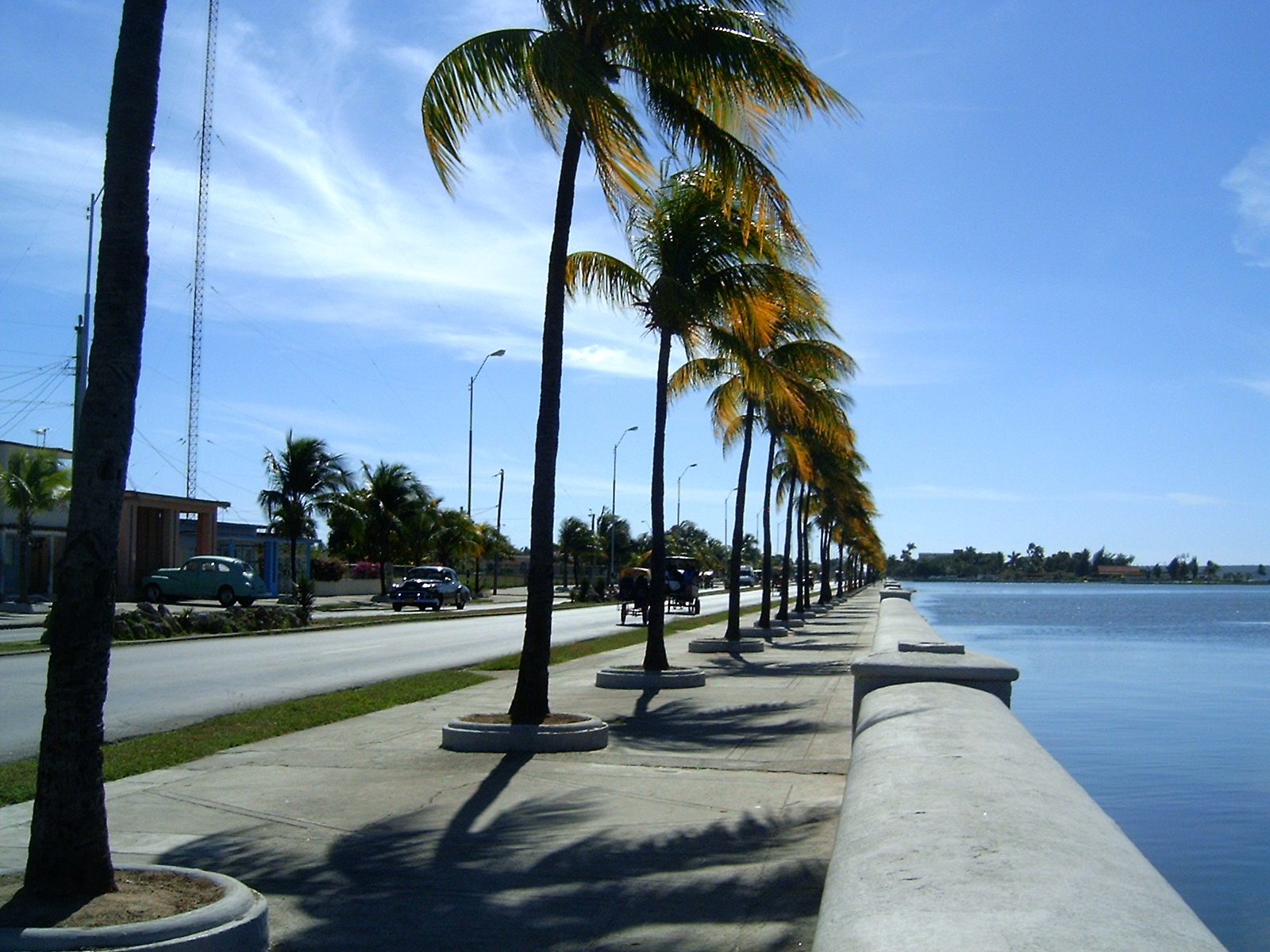
متنزه في سينفويغوس

## أعلام
- ماريا كونشيتا ألونسو
- أوزفالدو دورتيكوس تورادو
- روبيزي راميرز
- سيلفيو ليونارد
- لويس بوسادا كاريليس